# Canthigaster bennetti
Canthigaster bennetti es una especie de peces de la familia Tetraodontidae en el orden de los Tetraodontiformes.

## Morfología
Los machos pueden llegar alcanzar los 10 cm de longitud total.

## Reproducción
Es  monógamo.

## Alimentación
Come principalmente algas y, en menor cantidad, invertebrados  bentónicos.

## Hábitat
Es un pez de mar de clima tropical y asociado a los  arrecifes de coral que vive entre 1-12 m de profundidad.

## Distribución geográfica
Se encuentra desde el África Oriental hasta Port Alfred (Sudáfrica), las Tuamotu, el sur de Taiwán, Nueva Gales del Sur (Australia) y el Japón.